# Территория Канзас
Территория Канзас (англ. Territory of Kansas) — инкорпорированная организованная территория США, существовавшая с 30 мая 1854 года до 29 января 1861 года.
После Луизианской покупки 1803 года и подписания договора Адамса — Ониса в 1819 году Соединённые Штаты считали северную часть Великих равнин и восточную часть северных Скалистых гор, лежащие южнее канадской границы, своими. Аннексия Техаса 1845 года и передача Соединённым Штатам Северной Мексики обогатили США ещё большим количеством земли в центре континента. Однако эти земли были мало населены, и на них отсутствовали структуры государственной власти.
В начале 1840-х годов развернулась дискуссия о возможности строительства трансконтинентальной железной дороги. Общественное мнение было согласно с тем, что дорога должна строиться на частные деньги, но в этом случае она должна была приносить деньги владельцам за счёт перевозки пассажиров и грузов. Поэтому, чтобы сделать дорогу экономически выгодной, требовалось создать государственные структуры, позволяющие организовать заселение пустынных земель в центральной части Соединённых Штатов. Однако Миссурийский компромисс 1820 года запрещал рабство на этих землях, и представители рабовладельческих штатов опасались, что создание там новых Территорий, которые впоследствии будут приняты в состав США в качестве штатов, изменит баланс между рабовладельческими и аболиционистскими штатами. В итоге в 1854 году был принят Закон Канзас-Небраска, который открывал земли западнее Миссисипи и в северной части США для заселения, образовывал там Территорию Канзас и Территорию Небраска, и постановлял, что жители данных земель в будущем сами определят, разрешать там рабовладение или нет.
Уже через несколько дней после принятия закона жители штата Миссури ринулись через реку Миссури на земли Канзаса. Они не хотели появления ещё одного аболиционистского штата, и стремились использовать закон 1841 года о превентивной покупке, согласно которому лица, самовольно поселившиеся на федеральной земле, в случае её продажи имеют первоочередное право её покупки, причём по очень низкой цене. Таким образом они рассчитывали гарантировать, что конституция будущего штата разрешит рабовладение. В результате, когда на земли Канзаса начали прибывать переселенцы из аболиционистских штатов (также движимые идеологическим мотивом повлиять на будущую конституцию штата), оказалось, что все лучшие участки возле реки Миссури уже заняты, и переселенцам приходилось либо следовать далее на запад, на менее пригодные земли, либо уходить на север, на земли Территории Небраска.
В результате, хотя постоянных поселенцев в Канзасе того времени насчитывалось не более 1500 человек, на выборах представителей в Законодательное собрание Территории было подано около 6 000 голосов. Победили сторонники рабства. Аналогичной тактики рабовладельцы придерживались и в последующем на выборах в местные органы власти. В ответ аболиционисты и их сторонники организовали теневое правительство Территории. К концу 1855 года как избранное, так и теневое правительства выработали свои проекты конституции. С осени 1855 года на землях Канзаса началась фактическая гражданская война, для прекращения которой пришлось ввести войска федерального правительства.
Во время голосования за проект конституции в 1857 году оба правительства, избранное и теневое, призвали бойкотировать голосование за проект своих политических противников. В результате Конституция не была утверждена, и были назначены новые выборы.
В конце 1858 года на западе канзасских земель началась золотая лихорадка, и начали бурно расти старательские городки. В 1859 году обитатели этих земель провозгласили создание Территории Джефферсон. В том же 1859 году Законодательному собранию Канзаса удалось, наконец, принять Конституцию территории, запрещающую рабство.
29 января 1861 года Канзас вошёл в состав США в качестве штата, а месяц спустя его западная часть с непризнанной Территорией Джефферсон была выделена в отдельную Территорию Колорадо.